# Пастух (фільм)
«Пастух» — радянський короткометражний художній фільм 1957 року, екранізація однойменного оповідання Михайла Шолохова.

## Сюжет
Двадцяті роки, донський хутір. Всупереч волі куркулів, хуторяни вибирають пастухом комсомольця Григорія Фролова. Вугіллям на кукурудзяних листях Григорій пише в газету замітку про розправу куркулів над головою виконкому Федором Сьомушкіним. Куркулі підстерігають молодого пастуха і вбивають його.

## У ролях
- Сергій Дворецький —  Григорій Фролов
- Ніна Шоріна — епізод
- Афанасій Кочетков — епізод
- Володимир Коваленко — епізод
- Юрій Ільчук — епізод
- Олександр Карпов — епізод
- Микола Голєнков — епізод
- Олександр Жуков — епізод

## Знімальна група
- Автор сценарію і режисер-постановник: Іскра Бабіч
- Оператор-постановник:  Віктор Листопадов
- Композитор:  Микола Каретников